# Zawiasek gładkobrzegi
Zawiasek gładkobrzegi, żółw zawiasowy (Kinixys belliana) – gatunek żółwia z rodziny żółwi lądowych (Testudinidae).
Cechą charakterystyczną, niespotykaną u innych gatunków żółwi jest ruchome połączenie nie w obrębie plastronu tak jak u Cuora sp., Pyxis sp. czy Pelusios sp., ale w obrębie karapaksu. Przebiega ono wzdłuż połączenia drugiej i trzeciej płytki żebrowej i pomiędzy siódmą i ósmą płytką brzeżną. To połączenie jest nazywane zawiasem i stanowi ochronę dla tylnych kończyn żółwia.
Kinixys belliana to żółw zamieszkujący obszar środkowej i wschodniej Afryki na południe od Sahary, rozciągający się od Angoli do Burundi. Badania Kindler i współpracowników (2012) wykazały, że populacje z innych części Afryki, dawniej uznawane za reprezentujące gatunek K. belliana, w rzeczywistości reprezentują odrębne gatunki: populacje z południowo-wschodniej Afryki oraz Madagaskaru reprezentują gatunek Kinixys zombensis, a populacje z zachodniej Afryki oraz żyjące na północ od zasięgu występowania K. belliana – gatunek Kinixys nogueyi.
Jest to gatunek wszystkożerny, tzn. prócz pokarmu roślinnego (zioła, trawy i owoce) zjada niewielką ilość bezkręgowców (ślimaki, dżdżownice, stonogi).
Terrarium tropikalne, wilgotność 60–80%, temp. 22–32 °C, konieczna lampa emitująca UVB.
Gatunek chroniony przez konwencję waszyngtońską CITES (Załącznik II) i przez prawo UE (Aneks B).